# Рябчин Олексій Михайлович
Олексій Михайлович Рябчин (нар. 22 квітня 1983, Маріуполь, Донецька область) — український державний діяч в сфері енергетики, клімату та захисту довкілля.
Радник Віцепрем'єрки з питань європейської та євроатлантичної інтеграції Ольги Віталіївни Стефанішиної.  
Колишній заступник Міністра енергетики та захисту довкілля (2019—2020). 
Народний депутат ВРУ VIII скл. від партії «Батьківщина». Голова підкомітету з питань енергозбереження та енергоефективності Комітету паливно-енергетичного комплексу, ядерної політики та ядерної безпеки Верховної Ради України.
Кліматичний дипломат, член 7 делегації від України для участі у Конференції Організації Об’єднаних Націй зі зміни клімату COP21(Париж), COP22 (Марракеш), COP23 (Бонн), COP24 (Катовіце), COP25 (Мадрид), COP26 (Глазго), COP27 (Шарм-ель-Шейх), COP28 (Дубай), COP29 (Баку).
Кандидат економічних наук, доцент кафедри «Міжнародна економіка» Донецького національного університету. Закінчив магістратуру Сасекського університету у Британії[джерело?].

## Освіта

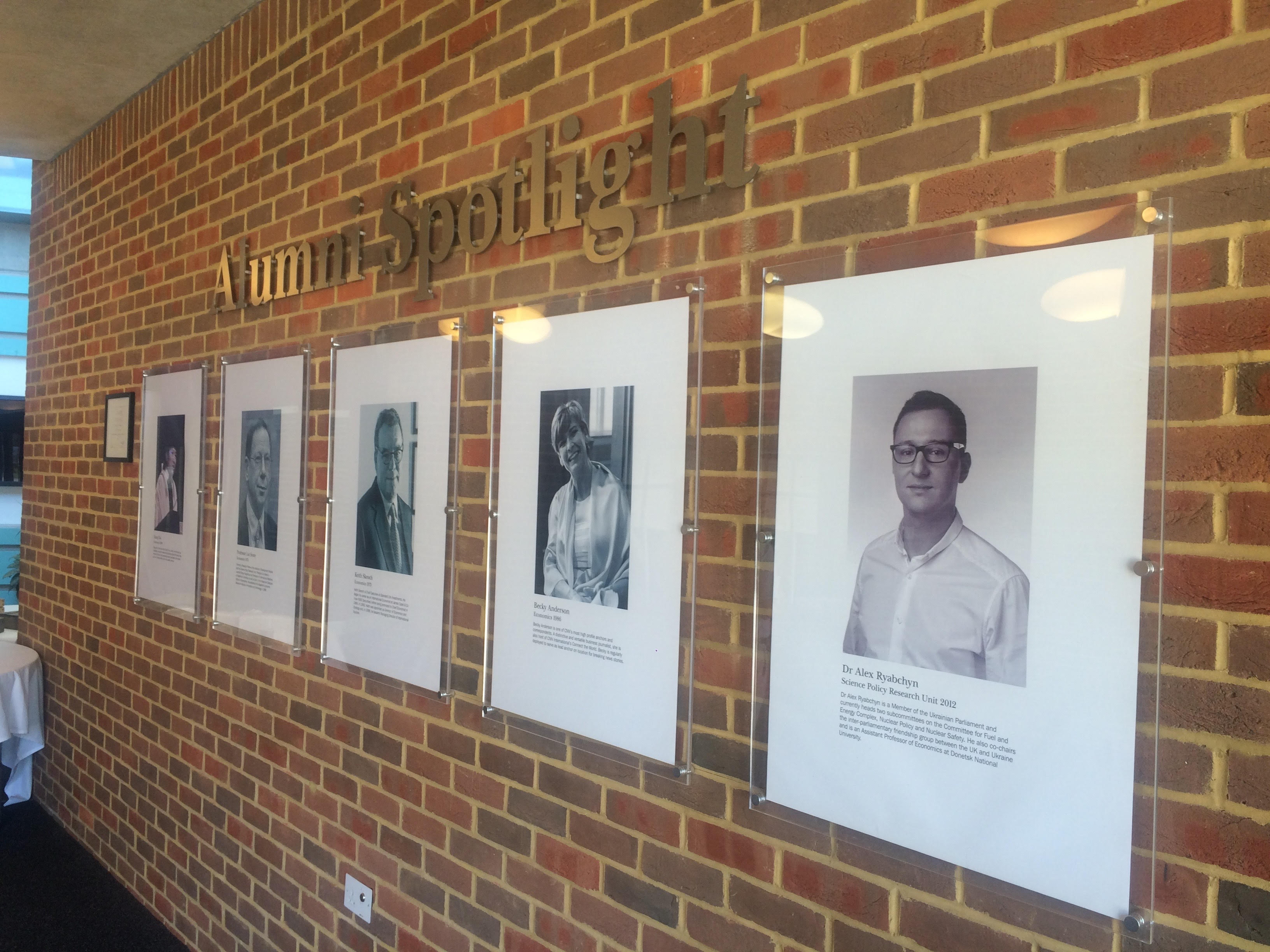
Фото Рябчина в Університеті Сассексу

2000—2005 — навчався у Донецькому національному університеті (ДонНУ) за спеціальності «Міжнародна економіка», магістр.
2005—2010 — на громадських засадах брав участь у дослідженнях та підготовці наукових публікацій в Донецькій філії Національного інституту стратегічних досліджень при Президентові України.
2010 — захистив дисертацію з теми «Еколого-енергетична безпека світогосподарського розвитку в умовах глобалізації», ставши кандидатом економічних наук.
2012 — виграв конкурс на навчання в магістратурі Сассекському університеті у Британії. 2013 із відзнакою закінчив магістерську програму «Інновації та сталий розвиток», підготувавши дипломну роботу з теми «Роль вимоги „місцевої складової“ для розвитку альтернативної енергетики і низьковуглецевого технологічного трансферу».
2014 — року закінчив «Українську школу політичних студій».
2018 — Програма «Відповідальне лідерство», ASPEN Institute Kyiv.

## Професійна діяльність
З 2005 року викладав на кафедрі міжнародної економіки, навчаючись в аспірантурі.
З 2006 року був помічником голови правління ПромЕкономСервісу, був головним економістом, заступником голови правління, відповідальним за стратегічний розвиток, впровадження інноваційних промислових технологій з енергозбереження.
У 2014 році почав співпрацювати з газетою The Washington Post, де давав коментарі про російсько-українську війну.
У червні 2014 року почав працювати менеджером з міжнародної комунікаційної стратегії реформ в «Українському кризовому медіа-центрі».
В 2019-20 роках вів передачу «Зелені інновації» на Радіо НВ, розповідаючи про відновлювальну енергетику, протидії зміні клімату, електромобілі та інші екологічно корисні технології.
В 2020-21 роках радник на громадських засадах з питань кліматичної політики міністра захисту довкілля та природних ресурсів України Романа Романовича Абрамовського, відповідав за підготовку Національно визначеного внеску України (НВВ2) до 2030 року, підготовку та участь української делегації в кліматичному саміті ООН COP26 в Глазго.
В 2021-22 роках працював радником голови правління НАК «Нафтогаз України» з питань розвитку низьковуглецевих бізнесів та зеленого курсу ЄС. Серед обовʼязків - розвиток нових зелених бізнесів та декарбонізація існуючих активів, впровадження найкращих практик сталого розвитку та EGS політик. 

## Громадська та політична діяльність

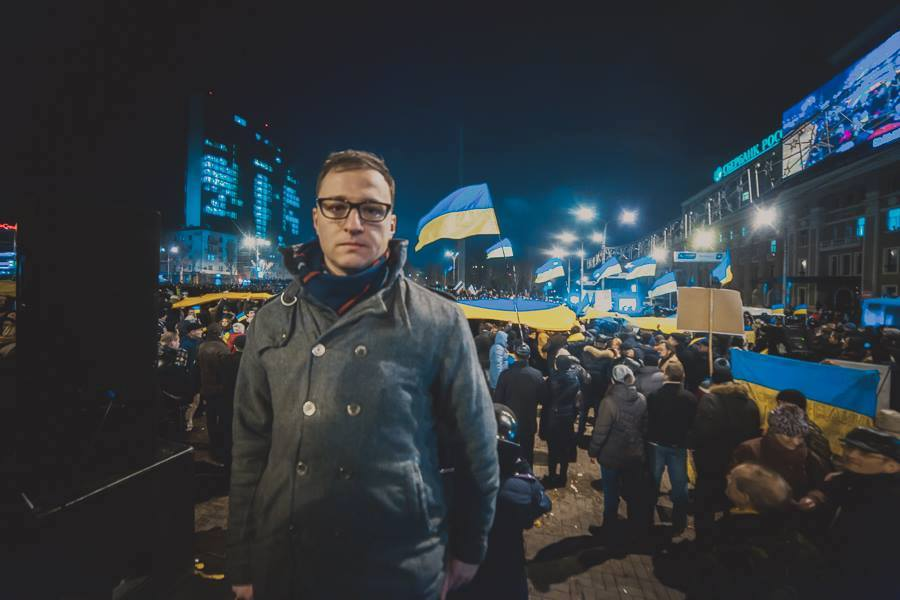
Мітинг у Донецьку, березень 2014

З 2001 року почав займатись волонтерською діяльністю.
2008—2009 — брав участь у проєкті Британської ради «Low Carbon Futures; Challenge Europe» («Низьковуглецеве майбутнє: зміни Європу»).
У 2013 році увійшов до асоціації «Професійний уряд», після революції гідності вони пропонували новим урядовцям та політикам свої послуги на громадських засадах. За власними даними, 2014 року був співорганізатором мітингів «Донецьк — це Україна».
У липні 2020 року став членом і головою Конкурсної комісії з добору кандидатів на посади членів Національної комісії, що здійснює державне регулювання у сферах енергетики та комунальних послуг за поданням Комітету з питань енергетики та житлово-комунальних послуг ВРУ.

## Політика
Кандидат від партії «Батьківщина» на виборах до парламенту 2014 року під № 9 у списку партії, обраний народним депутатом VIII скликання.
Був співголовою групи з міжпарламентських зв'язків із Британією, а також членом груп з міжпарламентських зв'язків з Грузією, Францією, США, Німеччиною, Бразилією, Швецією.
Був членом 10 міжфракційних об'єднань:
- «Зелена енергія змін» (співголова);
- «Єврооптимісти»(співголова);
- «Рівні можливості»;
- «Європейська екологічна ініціатива»;
- «За енергетичну незалежність України»;
- «За цифрове майбутнє України»;
- «Залучення та захист інвестицій» (заступник голови);
- «Європейський Донбас»;
- «Захистимо вугільну галузь»;
- Зі зв'язків з Європейським Парламентом «Україна — Європейський Союз»;
- «Голос громади».

Кандидат у народні депутати від «Батьківщини» на парламентських виборах 2019 року, № 32 у списку.

## Робота в Міністерстві енергетики та захисту довкілля України
Відповідав за такі напрямки:
- Енергоефективність
- Ініціатива прозорості видобувних галузей (ІПВГ чи EITI)
- Реформа СО2 податку в контексті Європейського зеленого курсу
- Розвиток електромобільності
- Науково-інноваційний розвиток
- Воднева енергетика
- Взаємодія з народними депутатами.

Після зміни Уряду Олексія Гончарука у березні 2020 року додатково отримав обов'язки:
- Антикризові заходи
- Вугільна галузь
- Оперативний штаб боротьби з коронавірусом
- Соцзахист працівників
- Цивільний захист та промислова безпека

## Критика, скандали та цікаві факти
- На початку 2016 року в ЗМІ з'явилась інформація про те, що Рябчин працював помічником народного депутата VI скликання Олега Царьова[17]. Сам Рябчин спростував цю інформацію, заявивши, що він ніколи не виконував функцій помічника депутата і що мала місце помилка в документах[11].
- В липні 2016 року під час голосування за законопроєкт про Нацкомісію з регулювання у сферах енергетики та комунальних послуг Олексій Рябчин разом з колегою по фракції Ігорем Луценко став ініціатором запуску дрона в залі Верховної Ради. Метою «перфомансу» була фіксація «кнопкодавів».[18]
- 25 грудня 2018 року включений в список українських фізичних осіб, проти яких російським урядом введено санкції[19]

## Нагороди
- серпень 2019 — грамота за внесок у реалізацію державної політики у природоохоронній сфері від Міністерства екології та природних ресурсів України (наказ № 392-0).
- У вересні 2016 року коаліція ГО «Реанімаційний пакет реформ» назвала Рябчина № 9 серед законотворців-реформаторів[20].
- Входить до «нових технократів української політики» за підтримку створення ринку енергоефективності[21].
- 2018 року ГО «Опора» назвала Рябчина найефективнішим депутатом фракції «Батьківщина» за прийнятими законопроєктами за 3,5 роки[22].
- У грудні 2018 року названий КВУ найбільш продуктивним депутатом у фракції «Батьківщина» — законами стали 22 % його законопроєктів[23].
- У червні 2019 року був названий рухом Чесно одним із 25 найбільш доброчесних депутатів ВРУ 8 скл[24][25].

## Сімейний стан
Одружений, має двох дітей.